# Delta Doradus
Delta Doradus (33 Doradus) é uma estrela na direção da constelação de Dorado. Possui uma ascensão reta de 05h 44m 46.42s e uma declinação de −65° 44′ 07.9″. Sua magnitude aparente é igual a 4.34. Considerando sua distância de 145 anos-luz em relação à Terra, sua magnitude absoluta é igual a 1.10. Pertence à classe espectral A7V.